# Tilapia

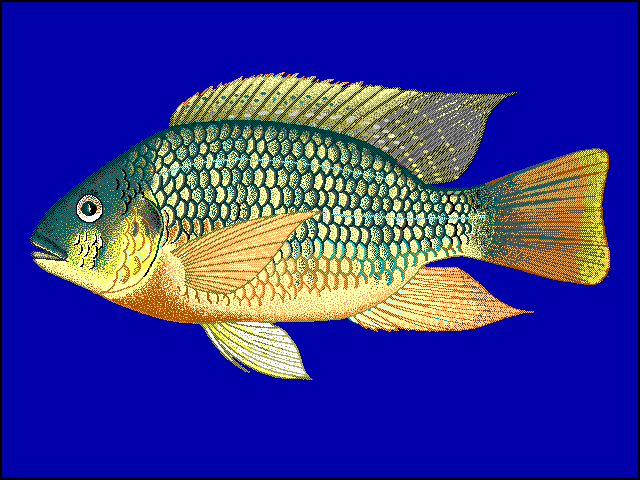
Tilapia rendalli

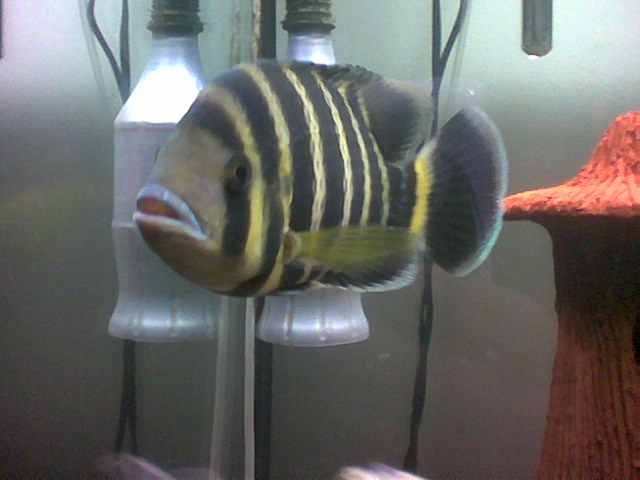
Tilapia buttikoferi

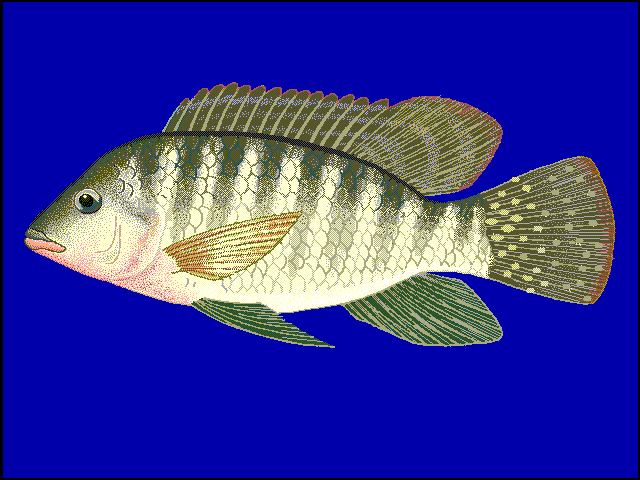
Tilapia zillii

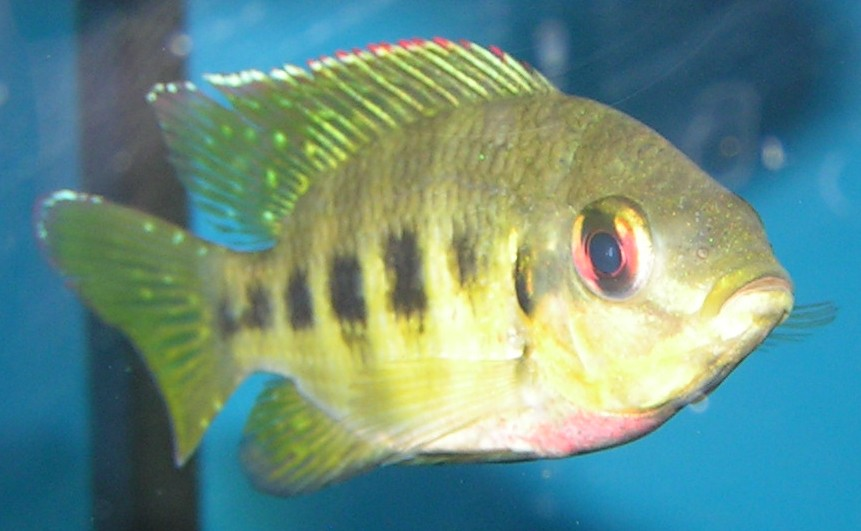
Tilapia mariae

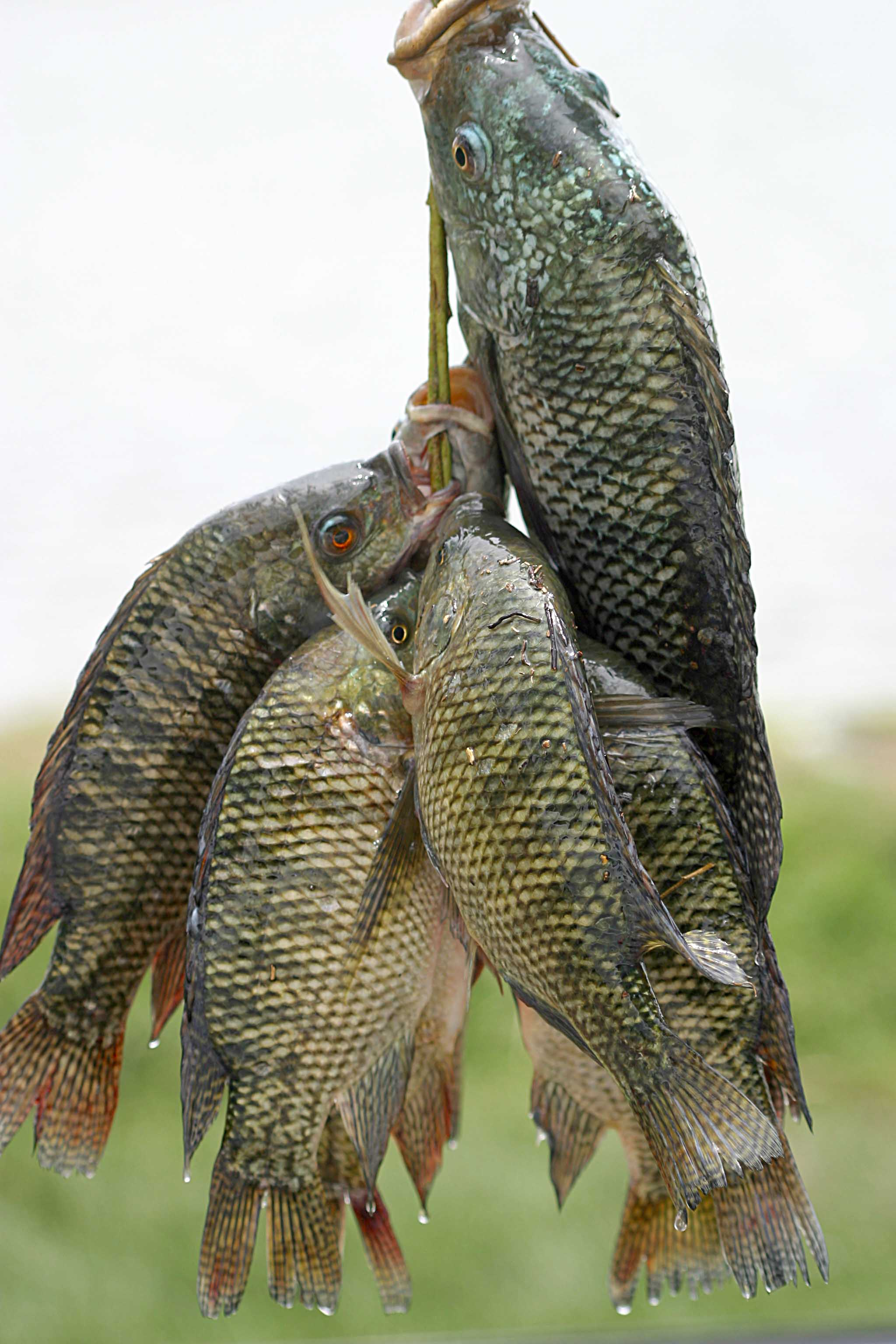
Peixos del gènere Tilapia capturats al llac Hora (Etiòpia).

Tilapia és un gènere de peixos de la família dels cíclids i de l'ordre dels perciformes. Es troba a l'Àfrica.

## Taxonomia
- Tilapia bakossiorum (Stiassny, Schliewen & Dominey, 1992)[2]
- Tilàpia de Balon (T. baloni) (Trewavas & Stewart, 1975)[3]
- Tilapia bemini (Thys van den Audenaerde, 1972)[4]
- Tilàpia d'aletes curtes (T. brevimanus) (Boulenger, 1911)[5]
- Tilapia busumana (Günther, 1903)[6]
- Tilapia buttikoferi (Hubrecht, 1881)[7]
- Tilapia bythobates (Stiassny, Schliewen & Dominey, 1992)[8]
- Tilapia cabrae (Boulenger, 1899)[9]
- Tilapia cameronensis (Holly, 1927)[10]
- Tilapia camerunensis (Lönnberg, 1903)[11]
- Tilapia cessiana (Thys van den Audenaerde, 1968)[12]
- Tilapia coffea (Thys van den Audenaerde, 1970)[13]
- Tilapia congica (Poll & Thys van den Audenaerde, 1960)[14]
- Tilapia dageti (Thys van den Audenaerde, 1971)[15]
- Tilapia deckerti (Thys van den Audenaerde, 1967)[16]
- Tilapia discolor (Günther, 1903)[6]
- Tilapia flava (Stiassny, Schliewen & Dominey, 1992)[8]
- Tilapia guinasana (Trewavas, 1936)[17]
- Tilapia guineensis (Günther, 1862)[18]
- Tilapia gutturosa (Stiassny, Schliewen & Dominey, 1992)[19]
- Tilapia imbriferna (Stiassny, Schliewen & Dominey, 1992)[19]
- Tilapia ismailiaensis (Mekkawy, 1995)[20]
- Tilapia jallae (Boulenger, 1896)[21]
- Tilapia joka (Thys van den Audenaerde, 1969)[22]
- Tilapia kottae (Lönnberg, 1904)[23]
- Tilapia louka (Thys van den Audenaerde, [1969])[24]
- Tilapia margaritacea (Boulenger, 1916)[25]
- Tilapia mariae (Boulenger, 1899)[26]
- Tilapia nyongana (Thys van den Audenaerde, 1971)[27]
- Tilapia rendalli (Boulenger, 1897)[28]
- Tilapia rheophila (Daget, 1962)[29]
- Tilapia ruweti (Poll & Thys van den Audenaerde, 1965)[30]
- Tilapia snyderae (Stiassny, Schliewen & Dominey, 1992)[8]
- Tilapia sparrmanii (Smith, 1840)[31]
- Tilapia spongotroktis (Stiassny, Schliewen & Dominey, 1992)[8]
- Tilapia tholloni (Sauvage, 1884)[32]
- Tilapia thysi (Stiassny, Schliewen & Dominey, 1992)[19]
- Tilapia walteri (Thys van den Audenaerde, 1968)[33]
- Tilapia zillii (Gervais, 1848)[34][35][36][37][38][39][40][41][42][43]